# Extra Texture (Read All About It)
Albums de George Harrison
Dark Horse
(1974) The Best of George Harrison
(1976)
Singles
1. You/World of Stone
Sortie : 12 septembre 1975
2. This Guitar (Can't Keep from Crying)/Maya Love
Sortie : 8 décembre 195

Extra Texture (Read All About It) est le quatrième album studio de George Harrison en solo, sorti en 1975. Il apparaît au cours d'une période plus creuse de l'artiste, après l'échec critique et commercial de l'album Dark Horse et de la tournée qui l'a accompagné, à la fin de l'année précédente. Harrison publie cependant cet album de façon décomplexée, allant jusqu'à ajouter la mention « Oh non, pas encore lui » dans la pochette du disque.
L'album est enregistré durant l'été 1975 dans un studio de Los Angeles, à l'exception de la chanson qui l'introduit, You, qui avait été ébauchée en 1971. Cette piste est généralement la plus reconnue de l'album, et est également reprise dans une version instrumentale de quelques secondes au début de la face B. Parmi les autres compositions sur l'album, This Guitar (Can't Keep from Crying, clin d'œil à While My Guitar Gently Weeps est également éditée en single, sans grand succès.
L'album connaît un accueil critique assez froid, bien que meilleur que celui de son prédécesseur : la plupart des critiques lui reprochent d'être par moments ennuyeux. Il se classe néanmoins en 8e place des classements américains, et en 16e des charts britanniques, où Dark Horse n'était pas entré. C'est également le tout dernier album de George avec Apple Records.

## Liste des chansons
Toutes les chansons sont écrites et composées par George Harrison.
| No  | Titre                                   | Durée |
| --- | --------------------------------------- | ----- |
| 1.  | You                                     | 3:43  |
| 2.  | The Answer's at the End                 | 5:34  |
| 3.  | This Guitar (Can't Keep from Crying)    | 4:14  |
| 4.  | Ooh Baby (You Know That I Love You)     | 4:01  |
| 5.  | World of Stone                          | 4:42  |
| 6.  | A Bit More of You                       | 0:45  |
| 7.  | Can't Stop Thinking About You           | 4:32  |
| 8.  | Tired of Midnight Blues                 | 4:54  |
| 9.  | Grey Cloudy Lies                        | 3:42  |
| 10. | His Name Is Legs (Ladies and Gentlemen) | 5:46  |

## Fiche technique

### Interprètes
- George Harrison : chant, chœurs, guitare acoustique, guitare électrique, synthétiseur ARP, synthétiseur Moog, piano
- Jesse Ed Davis : guitare électrique
- Carl Radle : basse
- Klaus Voormann : basse
- Willie Weeks : basse
- Paul Stallworth : basse, chœurs
- David Foster : piano, piano électrique, piano bastringue, orgue, synthétiseur ARP, arrangements de cordes
- Gary Wright : orgue, piano électrique, synthétiseur ARP
- Leon Russell : piano
- Nicky Hopkins : piano
- Billy Preston : piano électrique
- Jim Horn : saxophone
- Tom Scott : saxophone
- Chuck Findley – trompette, trombone
- Jim Keltner : batterie, percussions
- Jim Gordon : batterie, percussions
- Andy Newmark : batterie
- Norm Kinney : percussions
- Ronnie Spector : chœurs
- Legs Larry Smith : chœurs